# 9/11 (фільм, 2017)
«9/11» — американський фільм-катастрофа про теракт 11 вересня 2001 року у Нью-Йорку, режисера Мартіна Гігі. Знаснований на повісті Патріка Карсона «Ліфт». 
Прем'єра відбулась 8 вересня 2017 року в США.

## Синопсис
Під час теракту, п'ятеро людей застрягли в ліфті Північної вежі Всесвітнього торгового центру. Незважаючи на різницю у соціальному статусі, характерах і поглядах на життя, вони об'єднуються щоб вижити в катастрофі.  

## У ролях
- Чарлі Шин — Джефрі Кейдж
- Джина Гершон — Єва
- Луїс Гузман — Едді
- Вуд Гарріс — Майкл
- Ольга Фонда — Тіна
- Жаклін Біссет — Дайєн
- Вупі Голдберг — Метзі
- Брюс Девісон — Монохан
- Клінт Говард — Стю

## Факти
- Історія про людей, які застрягли в шахті ліфта ВТЦ під час теракту - повністю вигадана. Насправді під час катастрофи декілька людей дійсно опинились в ліфті, проте вони швидко пробили стіну з гіпсоцементу і перебрались у туалет, після чого негайно залишили будівлю, де їм швидко прийшли на допомогу і вони евакуювались ще до того, як вежа обвалилась.

## Відгуки
Фільм отримав здебільшого негативні відгуки як від критиків, так і від глядачів. На сайті Rotten Tomatoes фільм має рейтинг 11% («гнилий») на основі 9 рецензій із середнім балом 2.8 з 10.